# Francisco de Alfaro

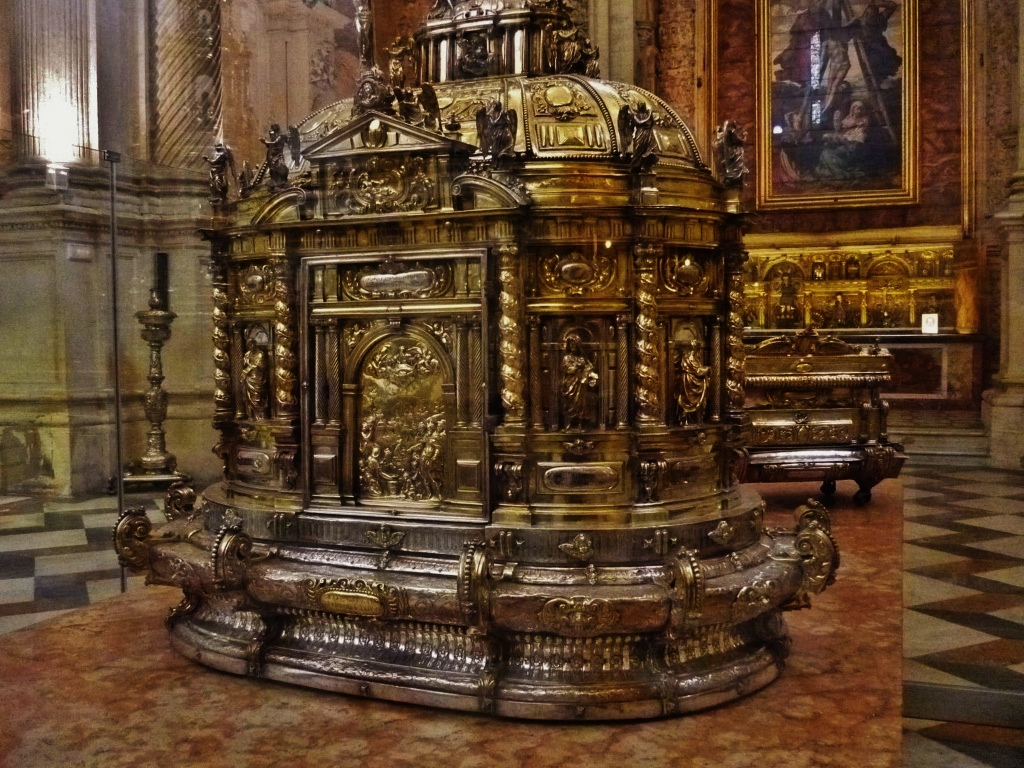
Sagrario de la catedral de Sevilla. Se colocó en la sacristía mayor con motivo de las obras de restauración en el altar mayor que hubo entre 2012 y 2014 y permanece expuesto en ese lugar.

Francisco de Alfaro (Córdoba, España, c. 1548-Valladolid, España, 1615) fue un platero español. Sus obras más conocidas son la custodia de asiento de la iglesia de San Juan de Marchena y el sagrario de la capilla mayor de la catedral de Sevilla, así como la custodia de la Parroquia Mayor de Santa Cruz de Écija. Fue tío del también platero Francisco de Alfaro y Oña.

## Biografía
Su padre era el maestro artesano Diego de Alfaro. Diego era vecino de Valladolid y se trasladó a Córdoba en 1543. Se casó en 1546 con la cordobesa María Hernández. Francisco nació en torno a 1548 y consta que ya ayudaba a su padre en el oficio en 1571. Diego murió prematuramente en 1573 y Francisco fue designado como tutor de tres hijos menores que había tenido Diego de su segundo matrimonio. Tras el fallecimiento de su padre se trasladó a vivir a Sevilla, aunque siguió realizando algunos encargos para Córdoba.
Desde 1572, Francisco trabajó como artesano de la parroquia de San Juan de la localidad sevillana de Marchena. Siguió trabajando para esta parroquia durante 25 años. En 1575 le fue encargada una gran custodia de asiento de plata para la iglesia de San Juan de Marchena, donde en la actualidad se conserva. En 1595 realizó una cruz para esta parroquia de Marchena que estaba inspirada en la cruz patriarcal de Francisco Merino que se encuentra en la catedral de Sevilla. La obra del platero giennense Francisco Merino también influyó en otros artesanos españoles, como Juan de Arfe.
En 1596 la parroquia de San Juan de Marchena le encargó dos atriles. Él los diseñó de forma similar a los que había hecho en 1594 para la catedral, aunque no llegó a finalizarlos porque se marchó a Toledo en el 1600. El diseño y la hechura fueron finalizados por su discípulo Juan de Ledesma Merino, que los entregó a Marchena en 1606. En 1597 realizó una cruz parroquial para la iglesia de San Pedro de Monesterio.
Llevó a cabo varias obras de poca envergadura que había iniciado su padre años antes y también realizó las custodias de asiento de la Iglesia Parroquial de San Juan de Marchena, Santa Cruz de Écija y Santa María de Carmona.
En 1591 consta que poseía un juro de principal que le pagaba el concejo de Marchena, un oficio de corredor de lonja, su oficio de platero y 14.000 ducados. Ese mismo año se hizo cargo de la tutela y los bienes heredados por su sobrino de 19 años, Francisco de Alfaro y Oña, probablemente porque se había quedado huérfano de padre e iba a ser su aprendiz.
En 1593 fue nombrado platero de la catedral de Sevilla. Le fue encargado el sagrario del altar mayor (1593-1596), la pareja de atriles que hay a ambos lados (1594) y doce relicarios (1596) que se encuentran en la sacristía mayor. En 1597 realizó la peana de la custodia de asiento de Juan de Arfe de la catedral.
El sagrario de la catedral está hecho completamente de plata y tiene algunas partes sobredoradas. Mide 1090 mm de altura, 1200 mm de ancho y pesa más de 86 kilos.
En 1596 realizó tres piezas para la iglesia de San Marcos de Jerez de la Frontera. La primera de ellas es una pieza con dos brazos en donde hay dos cismeras para el bautizo y en el centro hay un crucificado. La segunda es un copón para guardar las hostias consagradas en cuya tapa se encuentra de pie una cruz. La tercera pieza es otro copón de cuya tapa sale una custodia que, a su vez, tiene una cruz encima.
En los últimos años del siglo XVI Francisco de Alfaro fabricó un gran relicario, similar a un ostensorio, para la villa de Montilla. No obstante, este gran relicario se encuentra conservado en la sacristía mayor catedral de Sevilla y es empleado para albergar en su interior un trozo de la corona de espinas de Jesús. Es conocido como "Custodia Chica". Este relicario procesiona en el Corpus Christi de Sevilla.
En el año 1600 marchó a Toledo, donde vivió como tesorero del cardenal Bernardo de Sandoval y Rojas. Allí estuvo residiendo hasta que dejó dicho puesto y se trasladó junto a su hija a Valladolid, donde morirá en enero de 1615.